# 14487 Sakaisakae
14487 Sakaisakae è un asteroide della fascia principale. Scoperto nel 1994, presenta un'orbita caratterizzata da un semiasse maggiore pari a 2,3792784 UA e da un'eccentricità di 0,2572938, inclinata di 3,19119° rispetto all'eclittica.